# 共軛複根
共軛複根，也稱共軛虛根，為一組成對的特殊根。共軛複根是指多項式或代數方程一類中，成對出現的根。如果非實複數{\displaystyle z}{\displaystyle (b\neq 0)}是實係數{\displaystyle n}次方程{\displaystyle f(x)=0}的根時，其共軛{\displaystyle {\overline {z}}}也是{\displaystyle f(x)=0}的根，且{\displaystyle z}和{\displaystyle {\overline {z}}}的重數相等，則稱{\displaystyle z}和{\displaystyle {\overline {z}}}是該方程的一對共軛複根。
共軛複根常出現於一元二次方程式，若使用公式法解得的根的判別式小於{\displaystyle 0}，則該方程的根為一對共軛複根。